# Herrengosserstedt
Herrengosserstedt – dzielnica gminy An der Poststraße w Niemczech, w kraju związkowym Saksonia-Anhalt, w powiecie Burgenland, w gminie związkowej An der Finne.
Herrengosserstedt do 30 czerwca 2009 było samodzielną gminą, 1 lipca połączono ją z Klosterhäseler i Wischrodą w gminę An der Poststraße.